# Ludi Apollinares

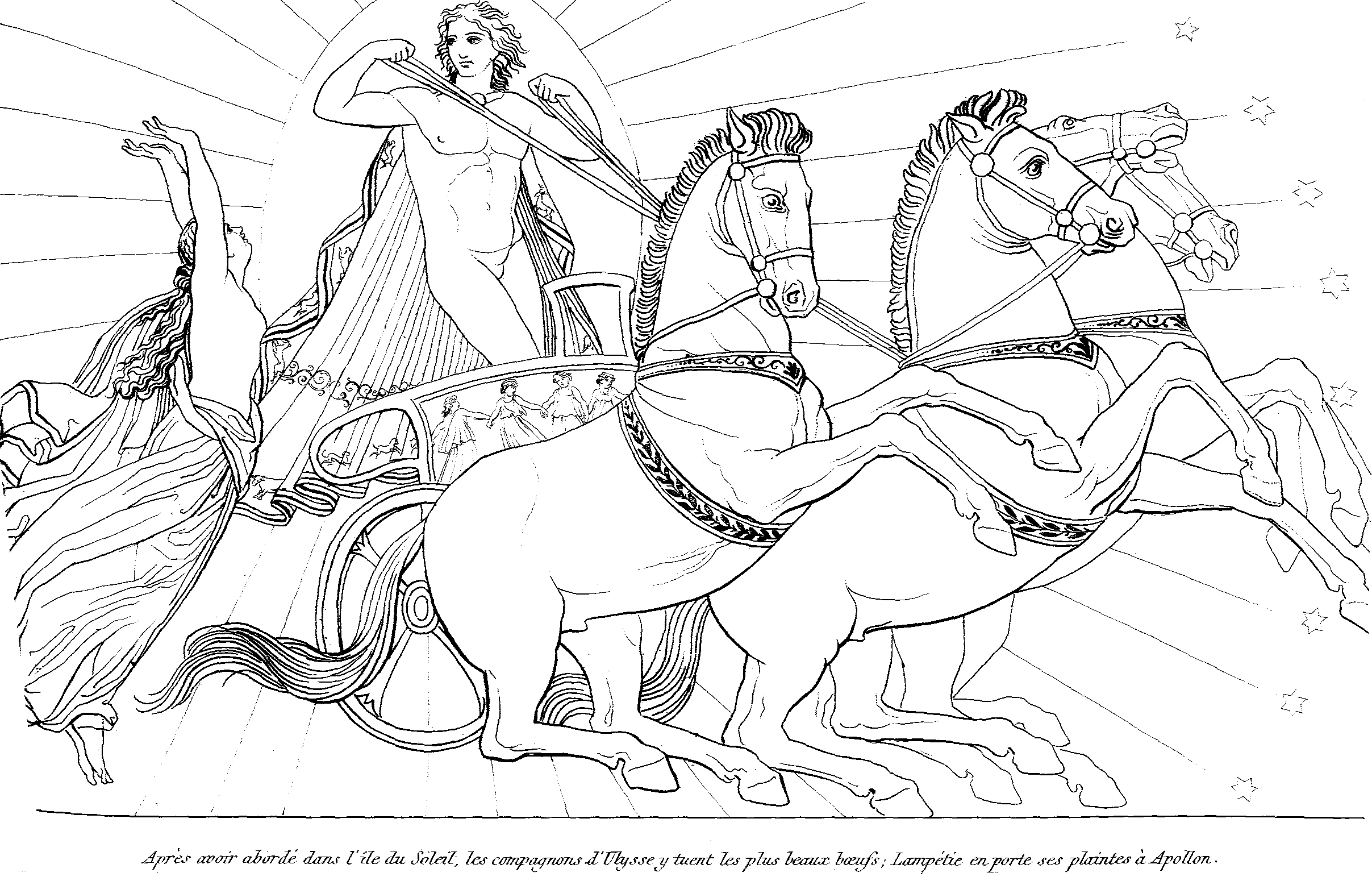
Apollo

Ludi Apollinares – rzymskie święto ku czci Apollina, obchodzone corocznie w dniach 6–13 lipca.
W okresie republiki było świętem połączonym z religijnymi ceremoniami ku czci Apollina, natomiast w okresie cesarstwa były to imprezy publiczne w postaci igrzysk, zawodów, występów teatralnych.